# Kushifuru-jinja
Kushifuru-jinja (槵觸神社) est un sanctuaire shintô (神社, jinja) se situant dans la ville de Takachiho (préfecture de Miyazaki, Japon).
Ce sanctuaire est dédié à la divinité shintō Ninigi-no-Mikoto.